# Predrag Šćekić
Predrag Šćekić (...) è un ex giocatore di football americano e allenatore di football americano serbo, che ha giocato nel ruolo di linebacker.
Nel 2023 è stato head coach della nazionale serba.